# Laemodonta ciliata
Laemodonta ciliata är en snäckart som först beskrevs av Tate 1879.  Laemodonta ciliata ingår i släktet Laemodonta och familjen dvärgsnäckor. Inga underarter finns listade i Catalogue of Life.